# Lista de municípios de Campeche
O estado mexicano de Campeche se encontra divido em onze municípios e sua capital é a cidade de Campeche.
|             |             |                     |
| Chave INEGI | Município   | Cabeceira Municipal |
| 001         | Calkiní     | Calkiní             |
| 002         | Campeche    | Campeche            |
| 003         | Carmen      | Ciudad del Carmen   |
| 004         | Champotón   | Champotón           |
| 005         | Hecelchakán | Hecelchakán         |
| 006         | Hopelchén   | Hopelchén           |
| 007         | Palizada    | Palizada            |
| 008         | Tenabo      | Tenabo              |
| 009         | Escárcega   | Escárcega           |
| 010         | Calakmul    | Xpujil              |
| 011         | Candelaria  | Candelaria          |